# Аббон (аббат Новалезы)
Аббон (фр. Abbon, итал. Abbone; первая половина VIII века) — настоятель аббатства в Новалезе (упоминается в 739 году).

## Биография
О происхождении и ранних годах жизни Аббона сведений в исторических источниках не сохранилось. Вероятно, ещё в юности он стал клириком. Не позднее 739 года Аббон был избран настоятелем Новалезского аббатства, став преемником скончавшегося святого Годона. Он — второй аббат этой обители. Об этом упоминается в написанной в XI веке «Новалезской хронике», однако здесь не сообщается о каких-либо обстоятельствах управления Аббоном монастырём.
В то же время до наших дней дошло составленное 5 мая 739 года завещание патриция Прованса Аббона, основателя Новалезского аббатства. В нём этот вассал правителей Франкского государства, не имевший наследников мужского пола, предписывал после своей смерти передать все его огромные владения и имущество христианским церквям и монастырям. Наиболее щедрые дары были выделены обители в Новалезе. Среди владений, полученных аббатством, были земли вблизи Сузы, Сен-Жан-де-Морьена, Гренобля, Вьена, Лиона, Макона, Бриансона, Амбрёна, Гапа, Везона, Арля, Тулона, Рьеза, Апта и Марселя. Эти области находились как на территории Франкского государства, так и в Лангобардском королевстве. В завещании патриция Аббона также подтверждалось право братии Новалезского монастыря избирать себе аббата без согласования с епископом Сузы, в епархии которого находилась обитель. В документе упоминается, что этот акт был составлен при новалезском аббате Аббоне.
Завещание патриция Аббона — единственное точно датированное событие из жизни аббата Аббона. О дате его смерти сведений в исторических источниках не сохранилось. После кончины Аббона новым аббатом Новалезского монастыря был избран Иосиф (Жозеф). Однако о нём, также как и о двух последующих настоятелях — Ингеллельме и Гислальде — ничего не известно, кроме их имён. Следующим после Аббона новалезским аббатом, о котором достаточно подробно упоминается в источниках, был Азинарий, управлявший обителью в 762—770 годах.